# Монтефијезоле (Фиренца)
Монтефијезоле је насеље у Италији у округу Фиренца, региону Тоскана.
Према процени из 2011. у насељу је живело 2 становника. Насеље се налази на надморској висини од 473 м.